# 中国毛泽东主义共产党
中国毛泽东主义共产党，简称中毛共，是2008年末由中国大陆的一些毛主义者成立的马克思列宁毛主义共产党。

## 政綱
中國毛澤東主義共產黨在2008年12月26日毛泽东誕辰成立，並在2009年春节前用互联网和街头传单的方式發布了《告全国人民书》，把中共现政权称作是“修正主义统治集团”，批判邓小平及其繼任者的改革开放政策是“彻头彻尾的复辟资本主义路线”，認為邓小平是“死不改悔的走资派”。中国毛泽东主义共产党不仅在《告全国人民书》中将“修正主义中共”视为以權謀私、權錢交易、強拆民宅、拘捕上訪民眾、“把中國变为了美帝国主义的附庸”的“反动组织”，也认为《零八宪章》是“反动精英”的“卖国阴谋”。同時号召中國人民“起来造中国共产党内把持领导权的修正主义反动统治集团的反”，並引述毛泽东語錄“如果有一天共产党不为人民服务了，那么人民就要起来打倒它”。

## 打壓
中國毛澤東主義共產黨創黨者馬厚芝和魏晉湘等人於2009年10月15日在重慶萬盛區黑山鎮黑山谷風景區籌備召開第十一次黨代會，目的是推翻被他們認為已成為修正主義的執政的共產黨政權。该党數十名核心成員直接遭薄熙來和王立軍抓捕，並以颠覆国家罪判刑。三十餘名與會者當場被捕，兩年後馬厚芝和魏晉湘二人被判十年有期徒刑，同時被捕的鄧國賓、牛勇、何遠發則被判五年。馬厚芝於2019年10月14日獲釋，但仍遭當局監控。
2021年5月12日，马厚芝在中国共产党成立100周年前夕再次被济宁市公安局逮捕，同时被逮捕的还有刘清风、付鸣翔、胡加洪、聂聚宝、邬荣华等毛左派。